# Katarzyna Paprzycka-Hausman
Katarzyna Marianna Paprzycka-Hausman – polska filozof, profesor nauk humanistycznych, pracownik naukowy Wydziału Filozofii Uniwersytetu Warszawskiego.

## Życiorys
W 1997 r. obroniła pracę doktorską pt. Social Anatomy of Action: Toward a Responsibility-Based Account of Agency, której promotorem był prof. Robert Brandom, w 2006 r. habilitowała się na podstawie pracy zatytułowanej O możliwości antyredukcjonizmu. W 2018 r. uzyskała tytuł profesora nauk humanistycznych. Pracowała na Wydziale Nauk Humanistycznych i Społecznych Szkole Wyższej Psychologii Społecznej w Warszawie.
Była członkiem Komisji do spraw Grupy Nauk Humanistycznych i Społecznych Ministerstwa Nauki i Szkolnictwa Wyższego, oraz należy do Rady Dyscypliny Naukowej – Filozofii Uniwersytetu Warszawskiego.